# 潼南大佛寺摩崖造像
潼南大佛寺摩崖造像位於重庆市潼南区梓潼街道石碾村，文物遺址年代判定為宋。1956年8月16日公佈為四川省第一批歷史及革命文物保護單位。。1980年7月7日重新公佈為四川省第一批文物保護單位。1987年1月23日列為重慶市第二批市級文物保護單位初定名單。2000年9月7日列為第一批重慶市文物保護單位。2006年5月25日列為第六批全國重點文物保護單位。